# Matrimoni homosexual a l'Uruguai

Amèrica del Sud
Matrimoni homosexual
Un altre tipus d'unió civil
No reconegut o desconegut
Cap tipus de reconeixement, matrimoni homosexual il·legal
Activitat homosexual il·legal

El matrimoni homosexual a l'Uruguai és legal des del 5 d'agost de 2013. La Cambra de diputats del Congrés de l'Uruguai va adoptar el 12 de desembre de 2012 un projecte de llei que legalitzava el matrimoni per a les parelles del mateix sexe.
El projecte de llei va ser debatut al Senat i adoptat el 2 d'abril de 2013 després d'una sessió, per 23 vots contra 8.
El 10 d'abril de 2013, la Cambra dels diputats va aprovar definitivament el text lleugerament esmenat. La llei va ser signada i aprovada el 3 de maig pel president José Mujica i va entrar en vigor l'1 d'agost de 2013.

## Unions civils
El 20 de gener de 2008, l'Uruguai es va convertir en el primer país llatinoamericà a promulgar una llei nacional d'unió civil, titulada Ley de Unión Concubinaria. Ley de Unión Concubinaria. La llei, proposada per la senadora Margarita Percovich del Front Ampli, va ser aprovada a la Cambra de Representants el 29 de novembre de 2007, després d'haver estat aprovada de forma similar al Senat el 2006. El projecte de llei va ser aprovat per les dues cambres en la mateixa forma el 19 de desembre, i signado pel president Tabaré Vázquez el 27 de desembre. Va ser publicat al diari oficial el 10 de gener de 2008 i va entrar en vigor el 20 de gener. La primera unió es va fer el 17 d'abril de 2008.
Després de l'aprovació del projecte de llei, tant les parelles del mateix sexe com les de sexe oposat poden unir-se civilment (castellà: unió concubinaria, es) després d'haver conviscut almenys cinc anys, i tenen dret a la majoria dels beneficis que es concedeixen a les parelles casades, inclosos els drets de seguretat social, els drets successoris i la copropietat de béns.
A la primavera de 2008 es va discutir al Parlament un projecte de llei recolzat pel govern que permetia a les parelles del mateix sexe adoptar nens, rebent el suport del president Vázquez i l'oposició ferotge de l'Església catòlica. El projecte de llei va ser aprovat per 40-13 per la Cambra de Representants el 27 d'agost de 2009, i pel Senat el 9 de setembre amb un vot de 17 a 6.  Va ser promulgada per Vázquez el 18 de setembre de 2009, convertint l'Uruguai en el primer país d'Amèrica del Sud a permetre l'adopció conjunta de parelles del mateix sexe.